# Броснан, Шон
Шон Броснан (англ. Sean Brosnan; род. 13 сентября 1983, Лос-Анджелес, Калифорния, США) — британский актёр, продюсер и режиссёр, сын Пирса Броснана и Кассандры Харрис.

## Биография и карьера
Родился 13 сентября 1983 года в Лос-Анджелесе, Калифорния, в семье актёров Пирса Броснана и Кассандры Харрис. В 13 лет поступил в школу-интернат в Англии. Окончил Королевскую школу драмы и ораторского искусства.
Дебютировал в 1997 в фильме «Робинзон Крузо», где главную роль играл его отец. Первую серьёзную роль получил в мини-сериале «Поколение убийц» в 2008. Броснан и Бьянка Бри (дочь Жан-Клода Ван Дамма) в 2012 исполнили главные роли в фантастическом боевике «Вторжение извне».

## Личная жизнь
В 2014 женился на актрисе и продюсере Санье Банич (англ. Sanja Banic). У пары есть дочь Марли Мэй.

## Фильмография
| Год  |     | Русское название                 | Оригинальное название    | Роль                                          |
| ---- | --- | -------------------------------- | ------------------------ | --------------------------------------------- |
| 1997 | ф   | Робинзон Крузо                   | Robinson Crusoe          | юнга                                          |
| 2004 | ф   | Законы привлекательности         | Laws of attraction       | бойфренд                                      |
| 2006 | с   | Когда искушает зло               | When Evil Calls          | Нельсон                                       |
| 2007 | ф   | Наблюдение                       | Surveillance             | Джейк Рейвен                                  |
| 2007 | ф   | Есть мечты — будут и путешествия | Have Dreams, Will Travel | Нил                                           |
| 2008 | с   | Поколение убийц                  | Generation Kill          | капрал Дэниел Редман                          |
| 2012 | ф   | Вторжение извне                  | U.F.O.                   | Майкл                                         |
| 2013 | ф   | Змея и Мангуст                   | Snake & Mongoose         | Кенни Янгблад                                 |
| 2013 | кор | Ребёнок                          | The Kid                  | Кробар (также режиссёр, сценарист и продюсер) |
| 2013 | ф   | Дон Пейот                        | Don Peyote               | Элвуд                                         |
| 2014 | кор |                                  | Tides                    | Джерико Роудс                                 |
| 2016 | ф   | Смерть моего отца                | My Father Die            | Люк (также режиссёр, сценарист и продюсер)    |
| 2018 | ф   | Акты насилия                     | Acts of Violence         | Винс                                          |